# Davi Kopenawa Yanomami
Davi Kopenawa Yanomami, o Davi Kobenawä Yanomamö (nacido en Toototobi, Brasil, en 1956), es un chamán y portavoz de los indígenas Yanomami de Brasil. Kopenawa logró relevancia internacional por su labor de incidencia sobre los problemas tribales y la conservación de la selva amazónica. Esta faceta como defensor llevó a que Survival International, lo invitara a recibir el premio “Right Livelihood Award” (Premio Nobel Alternativo) en su nombre, en 1989. Davi habló ante los parlamentos inglés y sueco, acerca del impacto catastrófico en la salud de los Yanomamis de la invasión ilegal de sus tierras por 40.000 garimpeiros o buscadores de oro. El Príncipe Carlos calificó públicamente la situación de “genocidio”. En un periodo de siete años, entre 1987 y 1993, un quinto de los Yanomamis murió de malaria y otras enfermedades transmitidas por los mineros.
En 2010 publicó el libro La caída del cielo: palabras de un chamán yanomami en francés, junto al antropógo francés Bruce Albert. En 2013 se editó en inglés, en 2015 en portugués y en 2018 en italiano. Es considerado como uno de los principales libros amerindios producido mediante el uso de la escritura alfabética.

## Primeros años de vida y educación
Davi Kopenawa nació en la cuenca alta del río Toototobi, cerca de la frontera con Venezuela. Esa región se denomina Marakana o Morama hi araopë y su centro humano era una gran casa colectiva de unas doscientas personas en el extremo noreste del estado de Amazonas. 
Aprendió portugués con una misión cristiana dirigida por la Misión Nuevas Tribus, una entidad evangélica estadounidense, especializada en el proselitismo religioso entre los pueblos aislados. La adquisición de esa competencia lingüística, antaño poco común entre los yanomamis, le permitió interactuar con la mayoría lusofona de Brasil tanto de forma directa como a través de los medios de comunicación de masas.
En sus propias palabras, traducidas del portugués:
Yo sé que las autoridades y muchas personas vinieron aquí porque el planeta está enfermo y están intentando encontrar la manera de curarlo. Todos los que vienen de muchos lugares, desde el otro lado del gran lago, vienen aquí para aprender como vivimos nosotros. Quiero hablar dando el mensaje de Omai. Omai es el creador de los yanomamis, quien también ha creado todos los shaboris que son los chamanes. Los shaboris son aquellos que poseen el conocimiento, y ellos enviaron a dos de nosotros para dar su mensaje. El mensaje es detener la destrucción, detener la extracción de minerales de debajo de la tierra, detener la extracción de acero con que se hacen todos los utensilios de metal, y dejar de construir carreteras. Nosotros sentimos que muchas de las riquezas ya han sido saqueadas de las tierras indígenas, y muchas de esas riquezas se están haciendo viejas e inútiles, y sería mucho mejor si el Gobierno brasileño diese esas riquezas a los pobres de Brasil. Nuestro trabajo es proteger la naturaleza, el viento, las montañas, la selva, los animales, y esto es lo que queremos enseñar a vuestra gente.
Davi Kopenawa es el yerno de otro jefe tradicional tribal con quien aprendió a ser un chamán. Su mujer perdió a buena parte de su familia a causa del sarampión y otras enfermedades introducidas en la zona en la década de 1970 por trabajadores de construcción de carreteras y por los garimpeiros (o buscadores de oro a pequeña escala). Davi ha expresado que esto forma parte de su motivación personal por hablar en nombre de su pueblo. Davi quedó huérfano desde la niñez ya que sus padres murieron por las enfermedades transmitidas por foráneos.
Después de algunos meses de estancia en nuestro territorio, empezaron a transmitirnos la malaria. Esto significó que los "garimpeiros" ya estaban enfermos. Los mosquitos picaron a los "garimpeiros" y luego nos picaron a nosotros. Así fue como contrajimos la enfermedad. Los "garimpeiros" también trajeron consigo otras enfermedades. Hay complicaciones de neumonía, asociadas algunas veces con la malaria; tuberculosis, enfermedades de la piel que a menudo están relacionadas con otras enfermedades y que, puede ser fatal especialmente para los niños; hubo una epidemia de fiebre amarilla en el área, hepatitis.

## Trayectoria
En los años ochenta empezó a trabajar para la organización gubernamental "Fundación Nacional del Indio" (FUNAI) en un puesto de control en Demini, en pleno territorio central Yanomami, como intermediario entre el Gobierno y los pueblos indígenas con los cuales las personas provenientes del exterior habían tenido poco o ningún contacto. Además, acompañó profesionales sanitarios a las aldeas yanomamis y trabajó de cerca a organizaciones como la Comissão Pró-Yanomami (CCPY) y Survival International en la lucha por la integridad de las tierras yanomamis en Brasil.
Desde que comenzara la invasión del territorio yanomami por parte de buscadores de oro ilegales en 1987, Davi trabajó por su remoción del área y por la creación de un parque en su interior. Sus acciones acarrearon amenazas de muerte provenientes de los mineros y le mereció un premio del Programa de las Naciones Unidas para el Medio Ambiente en 1988. Luego de una gran campaña internacional liderada por Davi, Survival International y CCPY, el Gobierno brasileño reconoció por fin los derechos territoriales de los Yanomami en 1992, justo antes de la Cumbre de la Tierra de la ONU. El rol particular y único de Davi como defensor de su pueblo ha sido matizado de manera escéptica por algunos de los simpatizantes a su causa. El antropólogo Napoleon Chagnon escribió sobre Davi Kopenawa:
Sus partidarios no-Yanomamö en Brasil, inteligentes y bien intencionados defensores de la causa Yanomamö, lo están promoviendo como portavoz de su pueblo. Dicho rol existe en gran medida porque nuestra cultura necesita interactuar con otras culturas a través de sus líderes (es la única manera que conocemos para relacionarnos con ellos). Todo lo que conozco de Davi Kobenawä es positivo, y confío en que es un hombre sincero y honesto. Cuando leo sus proclamas, me conmuevo, pero también estoy seguro de que alguien de nuestra cultura las escribió. Tienen mucho del eco del idealismo de Rousseau y suenan muy poco Yanomamö. Mi preocupación es que ha sido colocado en una posición difícil, presionado por las consecuencias sobre el futuro de los Yanomamö. Para empezar, no existe actualmente algo tal como la conciencia pan-Yanomamö, y por tanto él no puede, de ninguna manera, estar hablando por los Yanomamö venezolanos.
Survival International y muchos otros entes con una dilatada experiencia con los Yanomami, han criticado severamente el trabajo de Chagnon que retrata a los Yanomami como "taimados, agresivos e intimidantes" y afirma “falsamente” que "viven en un estado crónico de guerra". Esta caracterización ha sido sin duda perjudicial para ellos. Fue referenciada por el gobierno brasileño cuando planteó fragmentar el territorio Yanomami en 1988, una propuesta que hubiera resultado catastrófica para los indígenas y que fue descartada solo gracias a una vigorosa campaña.
La visión de Chagnon sobre este asunto fue criticada por el periodista de investigación Patrick Tierney en el difamado libro "Darkness in El Dorado" (El saqueo de El Dorado).
Davi se ha pronunciado durante más de 20 años y ha visitado muchos países difundiendo su mensaje sobre la importancia de respetar los derechos de los pueblos indígenas y sobre su rol fundamental y único para la conservación de las selva tropical para el beneficio de la humanidad.
En 2004 Davi y otro Yanomami de Brasil, establecieron una organización llamada Hutukara para defender sus derechos. Más allá de concentrarse en hacer labores de incidencia y defensa de los derechos de los Yanomami, implementa proyectos educativos en los que los profesores Yanomami trabajan en las comunidades enseñando literatura, matemática, geografía y derechos humanos.
Davi continua pronunciándose acerca de los peligros a los que se enfrentan los Yanomami. Ha advertido sobre el impacto que la minería a gran escala tendrá sobre los Yanomami si el Congreso brasileño votara en favor de la implementación de la misma en los territorios indígenas.
Nosotros los Yanomami pensamos que la explotación minera no brindará beneficios para nadie. Solo destruirá la naturaleza. Solo destruirá los arroyos y los ríos y matará a los peces y matará al medioambiente. Y nos matará a nosotros. Y traerá enfermedades que nunca existieron en nuestra tierra. Traerá carreteras y gente que portará enfermedades, armas y violencia. Así que nosotros los Yanomami no queremos que el Congreso Nacional apruebe esta ley o que el Presidente la firme. Nosotros no queremos aceptar esta ley. Nuestra tierra tiene que ser respetada. Nuestra tierra es nuestra herencia, una herencia que nos protege. Esta tierra nos pertenece para que podamos plantar, cazar, estar sanos, es nuestra casa en la cual viviremos por el resto de nuestras vidas.
En 2008 Davi Kopenawa recibió la mención honorífica del premio “Bartolomé de las Casas” en España y posteriormente dio un discurso ante el parlamento inglés en el que advirtió que los buscadores de oro están invadiendo nuevamente la tierra Yanomami y que las enfermedades se están propagando.